# Diprotodon
Diprotodon, del griego clásico δι- (di-), "dos", πρῶτος (prôtos), "primero", y ὀδούς (odoús), "diente", es un género de mamíferos marsupiales de Australia extintos hace unos 46.000 años. Estos animales, los mayores marsupiales de los que se tenga constancia hasta la fecha, reciben en español vernáculo el nombre común de diprotodontes. Eran herbívoros del tamaño de un rinoceronte, al menos en los especímenes de mayor tamaño, y se piensa que ocupaban en su tiempo el nicho ecológico que en la actualidad ocupan los grandes herbívoros de las zonas templadas del planeta. Eran parientes de los modernos koalas y wombats. Se estima que sus hábitos eran más parecidos a los de estos últimos.

## Taxonomía
Diprotodon fue nombrado por Richard Owen en 1838. En 1997 el género fue asignado a la familia Diprotodontidae por McKenna y Bell. La clasificación histórica de Diprotodon ha consistido en ocho especies (Diprotodon optatum Owen, 1838; Diprotodon australis Owen, 1844; D. annextans McCoy, 1861; D. minor Huxley, 1862; D. longiceps McCoy 1865; D. loderi Krefft, 1873a; D. bennettii Krefft, 1873b (nec D. bennettii Owen, 1877); y D. bennettii Owen, 1877 (nec D. bennettii Krefft, 1873b); basadas en el tamaño o en leves diferencias morfológicas de especímenes individuales recolectados de regiones geográficamente aisladas. Los tamaños bimodales de los dientes, en vez de presentar una continuidad de tamaños dentales, junto con que la morfología dental es idéntica en machos y hembras, indica que era dimorfismo sexual en vez de diferencias entre especies, lo cual muestra que las supuestas ocho especies son de hecho sinónimos de D. optatum.

## Generalidades

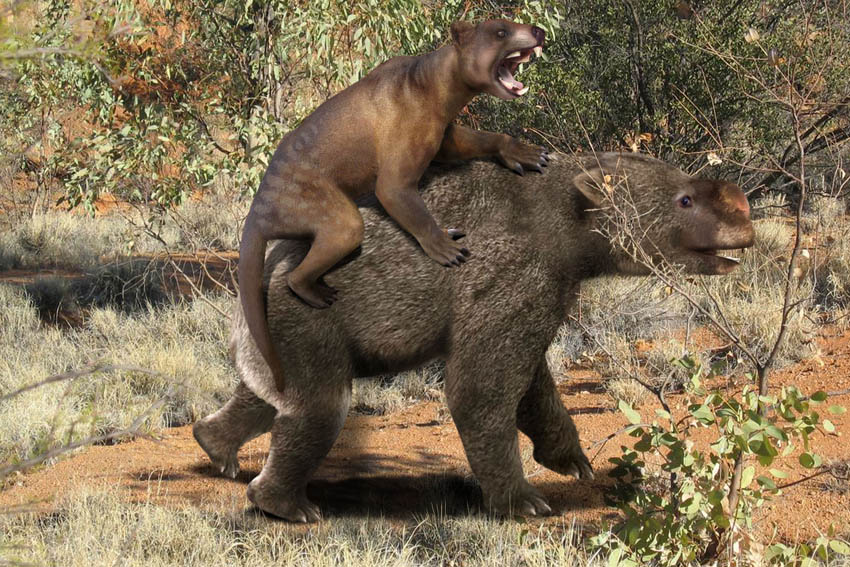
Restauración de un Thylacoleo atacando a un Diprotodon.

Eran herbívoros gigantes que vivieron en Australia desde hace 1,6 millones de años hasta hace unos 40.000 años. Pertenece a este grupo el marsupial más grande que ha caminado sobre la Tierra, con cerca de tres metros (10 pies) de la nariz a la cola, y dos metros (6 pies) de alto hasta los hombros, podían medir hasta 4 metros de longitud y pesar más de 2.786 kg. Se extinguieron poco después que los seres humanos poblaron Australia hace aproximadamente 50.000 años. Con un aspecto parecido a los osos o a los osos panda, con cuerpos bastante musculados y dentadura de roedor, eran animales ramoneadores que se alimentaban de sustancias vegetales blandas. Posiblemente, tuvieron un metabolismo bajo y unos movimientos lentos, que les ayudarían a necesitar pocos recursos pero que a la llegada del ser humano harían de ellos una presa fácil.
Junto con otros miembros de un grupo de especies poco comunes conocidas en conjunto como la megafauna australiana, los diprotodontes existieron durante casi toda la era del Pleistoceno. Se han encontrado fósiles de Diprotodon en varios lugares a lo largo y ancho de Australia, incluyendo cráneos y esqueletos completos, así como impresiones de pelo y pies. Comparados con los wombats modernos, eran animales más esbeltos, con las patas más alargadas y de figura más estilizada. Más de un esqueleto femenino ha sido encontrado con un bebé adentro, donde murió mientras todavía estaba en la bolsa de su madre. Es probable que viviesen en rebaños, ya que se han encontrado abundantes restos de esqueletos muertos juntos, como en el lago Callabonna donde aparecieron más de cien ejemplares que se supone quedaron atrapados en el barro. Muestran un marcado dimorfismo sexual entre los machos y las hembras.
El género estaba formado por distintas especies con hábitos ecológicos distintos. Habitaban en zonas boscosas y montañosas, el bosque abierto, áreas arboladas y los pastizales, en zonas abiertas cerca del agua, lagos y ríos manteniéndose cerca del agua y comiendo hojas, arbustos y pastos. Se han hallado diprotodontes entre la fauna de Nullarbor de hace 500.000 años. Al establecer que la fauna del desierto de Nullarbor durante el Pleistoceno estaba adaptada a las condiciones de sequía, las hipótesis de que la extinción se produjo por la susceptibilidad a la sequía son insostenibles. Los más grandes eran aproximadamente del tamaño de un hipopótamo: cerca de 3 metros de la nariz a la cola, con una altura hasta el hombro de 2 metros. En su esqueleto, a la altura de la pelvis, son bien visibles los huesos marsupiales. Los parientes más cercanos que todavía sobreviven son el wombat y el koala. Se cree que dicho animal es el origen de la leyenda aborigen del bunyip.

## Teorías sobre las extinciones delDiprotodon

Tamaño comparativo con el ser humano.

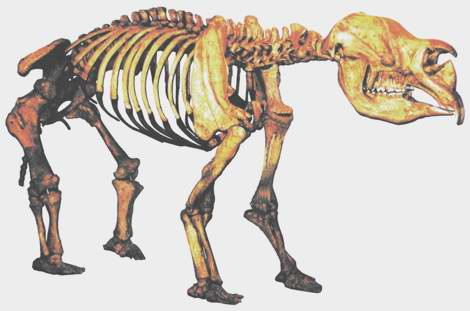
Reconstrucción del esqueleto de un individuo

Los diprotodontes, junto con una amplia variedad de miembros de la megafauna australiana, se extinguieron poco después de que los humanos llegaron a Australia hace 50.000 años. Tres teorías han sido propuestas para explicar dicha extinción masiva.
Dichas teorías no son mutuamente excluyentes. La extinción de muchos animales distintos se produjo en una amplia variedad de ambientes, desde los tropicales hasta los templados, desde el desierto hasta la selva. Si quemar un área de bosque relativamente espeso tiene un impacto en la viabilidad de un animal que come hojas al convertirlo en un ambiente de pastos más abiertos y con más hierba, lo opuesto también es cierto: quitar los animales comedores de hojas, ya sea comiéndolos, cazándolos o de alguna otra forma, causa que, años después, se produce un crecimiento en las partes bajas que arde con mucha más potencia en los incendios naturales. El área quemada es después repoblada con especies que aguantan mejor el fuego, tales como los eucaliptos, algunas acacias y algunos pastos nativos, un hábitat poco adecuado para casi todos los comedores de hojas. 

### Cambio climático

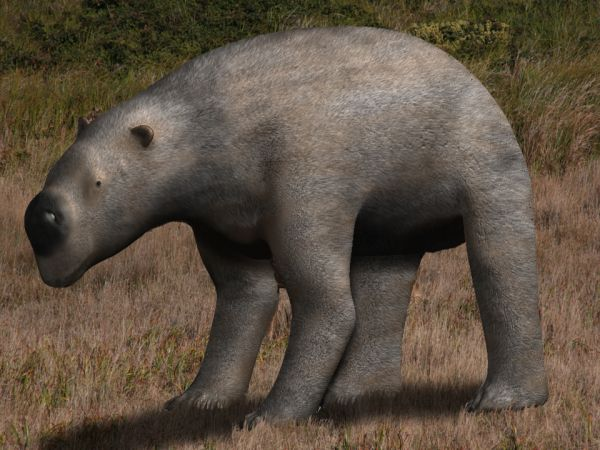
Recreación de un Diprotodon en su entorno.

Australia ha sufrido un proceso de desertización gradual desde que se separó de Gondwana hace alrededor de 40 millones de años, y aunque durante algunos periodos el proceso se invierte, la tendencia ha sido hacia precipitaciones cada vez menores. El ambiente australiano moderno es de bosques abiertos de esclerófilas, áreas arboladas y pastizales, todos altamente inflamables y ninguno adecuado para grandes y lentos comedores de hojas; además, el microclima alterado produce lluvias mucho menores.
En algunas partes de Australia, las glaciaciones recientes, en vez de producir hielo tierra adentro, trajeron largos periodos de frío y sequía. Los defensores de esta teoría creían que la menor precipitación durante la última glaciación mató a todos los diprotodontes grandes. Los críticos de dicha teoría argumentan que los diprotodontes grandes ya sobrevivieron a una larga serie de glaciaciones similares y que no hay ninguna razón para creer que las glaciaciones más recientes lograran hacer lo que las anteriores no pudieron, y añaden que, en todo caso, el punto máximo de cambio climático fue 25.000 años antes de las extinciones. Finalmente, los críticos señalan que, incluso durante los extremos climáticos, algunas partes del continente siempre permanecen relativamente exentas: el norte tropical, por ejemplo, se mantiene relativamente cálido y húmedo sin importar las condiciones climáticas, los valles alpinos resienten menos las sequías, la zona sur, siempre ha tenido un clima oceánico más suave y así sucesivamente.

### Caza humana
La teoría del exterminio relámpago empieza con la observación que las extinciones parecen coincidir con la llegada de los humanos al continente, y resalta que, en general, los diprotodontes fueron las especies más grandes y peor defendidas que han muerto, por lo que la explicación más obvia es que los cazadores humanos los cazaron y se los comieron hasta extinguirlos en quizá únicamente 1000 años, así como sucedió con la megafauna de Nueva Zelanda y en parte la de América. Hallazgos recientes de huesos de Diprotodon que aparentan tener marcas de carnicería soportan dicha teoría. Los críticos dicen que es simplista, y argumentan que, al contrario de lo que sucedió en Nueva Zelanda y América, hay poca evidencia directa de caza, y que las fechas en las cuales está ubicada la teoría son demasiado inciertas como para ser confiables.

### Administración humana del suelo
La tercera teoría también pone a los humanos en el escenario central, pero de forma indirecta más que directa, marcando un eslabón entre la administración ya conocida de la tierra y de las prácticas de cacería de los aborígenes según los registros de los primeros colonos europeos, antes de que la sociedad aborigen fuera devastada por el contacto con los europeos y las enfermedades; según dichos registros, los aborígenes quemaban regularmente los matorrales para desplazar a los animales de caza, abrir áreas de vegetación densa, y permitir el crecimiento de plantas verdes y frescas para consumo humano y animal, una práctica que pudo haber tenido que ver con el incremento repentino de los depósitos de ceniza de cuando la gente llegó a Australia. Según dicha teoría, la alteración del paisaje con fuego destruyó el ecosistema donde vivían los grandes marsupiales, extinguiéndolos.